# 中文域名协调联合会
中文域名协调联合会（英語：Chinese Domain Name Consortium, CDNC），是2000年5月20日成立的，由中国大陆、香港、澳门、台湾的互联网信息中心正式共同发起成立了CDNC。
CDNC致力于全球中文域名的技术研发、政策开发，并鼓励营运管理的机构与个人共同参与，旨在推动各地区在中文域名技术和服务方面的协调与合作。CDNC不隶属于任何其他组织或机构，着手联合研究并解决中文域名注册和使用中的一系列潜在难题。